# Rhysida afra
Rhysida afra är en mångfotingart som först beskrevs av Peters 1855.  Rhysida afra ingår i släktet Rhysida och familjen Scolopendridae. Inga underarter finns listade i Catalogue of Life.